# Admiral Brommy (Schiff, 1851)
Die Admiral Brommy war eine deutsche Bark und das erste Schiff, das nach dem Konteradmiral Karl Rudolf Brommy benannt war. 

## Das Schiff
Die Bark wurde im August 1851 auf der Werft von Tecklenborg in Geestemünde fertiggestellt. Ihre Vermessung betrug 560 BRT, die Länge 40,5 m, die Breite 9,8 m und der Tiefgang 6,2 m.

## Reisen alsAdmiral Brommy
Die erste Bereederung erfolgte durch die Bremer Firma Gebrüder Kulenkampff; das Schiff führte daher die Bremer Speckflagge, blieb aber Eigentum der Firma Tecklenborg. Die Jungfernreise unter Kapitän Johann Georg Poppe führte von Bremerhaven nach Odessa (7. September bis 3. November 1851).
1852 wurde sie zu zwei Auswanderertransporten eingesetzt; einmal von der Weser nach New Orleans (292 Passagiere, 57 Reisetage) und einmal von der Weser nach New York (308 Passagiere, 34 Reisetage). Auf der Rückfahrt von New York nahm sie die Besatzung der sinkenden Brigg Jane Watson auf, die sich auf einer Fahrt von Québec nach Dublin befand.

## Reisen alsMeteor
Am 21. Dezember 1851 (?) wurde die Bark von Tecklenborg an die Hamburger Firma T. E. & C. Vidal verkauft und in Meteor umbenannt; Poppe blieb jedoch Kapitän des Schiffs. 1853 führte sie eine Reise mit 326 Auswanderern von Southampton nach Sydney durch. Die Rückreise verlief über Batavia nach Rotterdam und Hamburg.
Unter dem neuen Kapitän Matthias Wilcken führte sie anschließend Reisen von Callao nach Hamburg und Melbourne nach Hamburg durch. Auf einer weiteren Reise nach Melbourne verstarb Wilcken nach einer schweren Erkrankung am 4. Januar 1856 und wurde auf See bestattet. Die Schiffsführung wurde von Obersteuermann Heinrich Helmut Poppenhagen übernommen. Er blieb offensichtlich bis 1858 Kapitän der Meteor. Ihm folgte C. H. M. Adam, für den noch eine Reise nach Melbourne nachgewiesen ist.

## Endschicksal
1860 wurde die Meteor an N. Andressen & Co. in Christiania (Oslo) verkauft. Ihre erste Reise unter norwegischer Flagge ging nach Quebec. Bis 1867 sind die Kapitäne Hansen und C. Olsen nachweisbar. Das weitere Schicksal ist unbekannt.

## Erinnerungskultur
Von der Bark existieren zwei Ölgemälde. Das eine zeigt sie als Admiral Brommy und wird Fritz Müller zugeschrieben, besitzt jedoch keine Signatur und Jahreszahl. Das andere Bild stammt nachweislich von L. Petersen aus dem Jahr 1853 und zeigt sie schon als Meteor unter Hamburger Flagge mit der Reedereiflagge von Vidal.